# Camaridium vittariifolium
Camaridium vittariifolium là một loài thực vật có hoa trong họ Lan. Loài này được (L.O.Williams) M.A.Blanco mô tả khoa học đầu tiên năm 2007.